# Linamar
Linamar Corporation (TSX:LNR) er et canadisk industriselskab indenfor mobilitet, tilgængelighed, jordbrug og MedTech.
Koncernen ejer mærkerne Skyjack, MacDon og Salford og bilindustrien udgør en væsentlig del af virksomhedens forretninger. Der fremstilles drivlinjer, motorer og transmissioner. Linamar har 26.550 ansatte på 65 fabrikker i 17 lande.
Linamar blev etableret i 1966 af ungarske Ferenc (Frank) Hasenfratz.